# Jake Abel
Jacob Allen Abel (Canton, 1987. november 18. –) amerikai színész.
Olyan ifjúsági regény filmadaptációiban szerepelt, mint a Percy Jackson-filmek (2010–2013), A negyedik (2011) és A burok (2013). 2014-ben eljátszotta Mike Love zenészt a Szeretet és köszönet című életrajzi drámában. A filmek mellett visszatérő szereplője volt az Odaát című The CW-sorozatnak, amelyben Adam Milligant alakította (2009–2010; 2019–2020). 2019-ben feltűnt a Netflixen sugárzott Másik élet című sci-fi dráma első évadban.

## Élete
1987. november 18-án született Cantonban, szülei Kim és Mike Abel. Van egy testvére, Shaun. 2013. november 9-én feleségül vette Allie Wood írót. A házaspár még ugyanabban az évben közösen kiadott egy albumot Black Magic címmel (2013 márciusában). 2019. június 15-én Instagramon jelentették be, hogy első gyermeküket várják, azonban a baba halva született 2019 novemberében. 2021 februárjában megszületett első fiuk, majd 2023 októberében egy második fiuk is világra jött.

## Pályafutása
Első hivatalosan jegyzett szerepe a Disney Channel eredeti filmjében, a Térdvédő vagy flitterben volt, ahol Spencert alakította. Ezután visszatérő vendégszereplőként tűnt fel a CBS rövid életű sci-fi sorozatában, A küszöbben. Számos vendégszerepet kapott különböző sorozatokban, köztük a Döglött aktákban és a Vészhelyzetben. 2008 októberében a 16. Hamptons Nemzetközi Filmfesztiválon megkapta a Rising Star díjat az Isteni szikra című filmben nyújtott alakításáért. 2009-ben kisebb szerepet kapott Peter Jackson filmjében, a Komfortos mennyországban (Alice Sebold regénye alapján). Ugyanebben az évben állandó szereplőként tűnt fel A halál angyala című websorozatban, amely 10 epizódot ért meg. 2009 februárjában beválogatták az Odaát című sorozatba, ahol Adam Milligant, Dean és Sam Winchester féltestvérét alakította. Három epizódban szerepelt, Adamként, valamint az őt megszálló arkangyal, Mihály szerepében is.
2010-ben megkapta Luke Castellan szerepét a Villámtolvaj – Percy Jackson és az olimposziak című filmben, amely február 12-én került a mozikba. Később visszatért a folytatásban, a Percy Jackson: Szörnyek tengere című filmben is, amelyet 2013. augusztus 7-én mutattak be. 2011-ben játszott A negyedik című sci-fi akciófilmben, ahol Mark James karakterét alakította. Ugyanebben az évben főszerepet kapott az Inside című társadalmi thrillerben, Emmy Rossum oldalán. A film július 25-én jelent meg. Szintén 2011-ben vendégszerepelt az ABC orvosi drámájában, A Grace klinikában egyik epizódjában, ahol Tyler Moser karakterét játszotta. 2012-ben kiválasztották Ian O’Shea szerepére Stephenie Meyer azonos című regényének filmadaptációjában, A burok című filmben, amelyet 2013-ban mutattak be.
2020-ban visszatért az Odaát című sorozatba. Ugyanebben az évben Stephenie Meyer Midnight Sun című regény audiobook narrátora lett, amely 2020. augusztus 4-én jelent meg. 2022 novemberében bejelentették, hogy csatlakozik a Walker című sorozat 3. évadához (főszerepben Jared Padalecki, akivel az Odaátban is együtt játszott).

## Filmográfia

### Film
| Év   | Magyar cím                                     | Eredeti cím                                        | Szerep           | Magyar hang   |
| ---- | ---------------------------------------------- | -------------------------------------------------- | ---------------- | ------------- |
| 2008 | Vadbarmok                                      | Strange Wilderness                                 | természetvédő    |               |
| 2008 | Herceg rózsaszín lovon                         | Tru Loved                                          | Trevor           |               |
| 2008 | Isteni szikra                                  | Flash of Genius                                    | Dennis 21 évesen | Előd Botond   |
| 2009 | Komfortos mennyország                          | The Lovely Bones                                   | Brian Nelson     | Gacsal Ádám   |
| 2010 | Villámtolvaj – Percy Jackson és az olimposziak | Percy Jackson & the Olympians: The Lightning Thief | Luke Castellan   | Előd Álmos    |
| 2011 | A negyedik                                     | I Am Number Four                                   | Mark James       | Kovács Lehel  |
| 2011 |                                                | Inside                                             | Kirk Francis     |               |
| 2013 | A burok                                        | The Host                                           | Ian O'Shea       | Szatory Dávid |
| 2013 | Percy Jackson: Szörnyek tengere                | Percy Jackson: Sea of Monsters                     | Luke Castellan   | Előd Álmos    |
| 2014 |                                                | Against the Sun                                    | Aldrich          |               |
| 2014 | Arctalan ellenség                              | Good Kill                                          | Joseph Zimmer    | Czető Roland  |
| 2014 | Szeretet és köszönet                           | Love & Mercy                                       | Mike Love        | Előd Álmos    |
| 2016 | Majdnem barátok                                | Almost Friends                                     | Jack             |               |
| 2018 |                                                | Shrimp                                             | Daniel           |               |
| 2019 | Gyilkos viszony                                | An Affair to Die For                               | Everett          |               |
| 2020 |                                                | Son of the South                                   | Doc              |               |
| 2021 | Eleven kór                                     | Malignant                                          | Derek Michael    | Szabó Máté    |

### Televízió
| Év        | Magyar cím                   | Eredeti cím                   | Szerep                           | Megjegyzések                               |
| --------- | ---------------------------- | ----------------------------- | -------------------------------- | ------------------------------------------ |
| 2005–2006 | A küszöb                     | Threshold                     | Brian Janklow                    | 3 epizód                                   |
| 2005      | Térdvédő vagy flitter        | Go Figure                     | Spencer                          | - tévéfilm - magyar hangja: - Előd Botond  |
| 2006      | Zack és Cody élete           | The Suite Life of Zack & Cody | Kirk                             | 1 epizód                                   |
| 2006      | Döglött akták                | Cold Case                     | Doug Sommer                      | 1 epizód                                   |
| 2007      | CSI: Miami helyszínelők      | CSI: Miami                    | Charlie Sheridan                 | 1 epizód                                   |
| 2008      |                              | Life                          | Tate McNeil                      | 1 epizód                                   |
| 2009      | CSI: New York-i helyszínelők | CSI: NY                       | Kyle Sheridan                    | 1 epizód                                   |
| 2009      | Vészhelyzet                  | ER                            | Dylan                            | 1 epizód                                   |
| 2009–2020 | Odaát                        | Supernatural                  | Adam Milligan / Mihály arkangyal | 5 epizód                                   |
| 2011      | A Grace klinika              | Grey's Anatomy                | Tyler Moser                      | 1 epizód                                   |
| 2018      | Mocskos John                 | Dirty John                    | Trey                             | 3 epizód                                   |
| 2019      | Másik élet                   | Another Life                  | Sasha Harrison                   | - főszereplő - magyar hangja: - Jakab Márk |
| 2022–2023 | Walker                       | Walker                        | Kevin Golden                     | 8 epizód                                   |